# Chúng ta không sinh ra là phụ nữ, mà trở thành phụ nữ
"Chúng ta không sinh ra là phụ nữ, mà trở thành phụ nữ" (On ne naît pas femme: on le devient ) là trích dẫn rút ra từ cuốn sách triết học xuất bản năm 1949 của Simone de Beauvoir: Giới tính hạng hai (Le Deuxième Sexe). Trích dẫn này, theo thời gian, đã trở thành một slogan được sử dụng bởi các phong trào nữ quyền. Câu này cũng đã được biến đổi để sử dụng cho các dạng yêu sách khác.